# Macellopis ustata
Macellopis ustata là một loài bướm đêm trong họ Noctuidae.